# Geoprostorski statistični podatki
Geoprostorski statistični podatki so statistični podatki z geoprostorsko informacijo, na podlagi katere je te podatke mogoče umestiti v prostor. Z drugimi besedami: gre za združen podatkovni niz statističnih in geoprostorskih podatkov v digitalni vektorski obliki, ki vsebuje geometrične podatke o lokaciji in z njo povezane atributne informacije. Statistični urad RS (SURS) redno objavlja geoprostorske statistične podatke za administrativne enote in hierarhično mrežo z velikostjo celic od 100 m x 100 m do 10 km x 10 km, in to za različna vsebinska področja. Prikazani so v obliki preprostih tematskih kart na kartografskih podlagah; praviloma so na voljo za daljše časovne vrste. Vstopna točka do teh podatkov je interaktivna kartografska aplikacija STAGE.

## Za kaj vse lahko uporabimo geoprostorske statistične podatke?
Geoprostorski statistični podatki so lahko zelo koristni in uporabni marsikje in za marsikaj: lahko so dobra osnova za pripravo razvojnih politik in strategij in tudi za spremljanje njihovega izvajanja in napredka; lahko so učinkovita podatkovna podpora pri odločanju in trajnostnem upravljanju prostora, zato so nepogrešljiv del prostorskega načrtovanja bodisi na državni, regionalni ali lokalni ravni. 

S pomočjo tovrstnih podatkov je npr. za različna problemska področja mogoče:
- ugotavljati razvojne trende (npr. staranje prebivalstva, spreminjanje dnevne delovne migracije),

- sprejemati ukrepe za izboljšanje stanja (npr. omejevanje gradnje na poplavnih območjih),
- preučevati upravičenost umeščanja novih infrastruktur v prostor (npr. gradnje šole, doma za ostarele, letališča),

- presojati družbene, gospodarske in okoljske vplive novih infrastruktur na ožje območje (npr. pokrivanje potreb po novih zaposlitvah s kadri med lokalnim prebivalstvom),
- ocenjevati ogroženost prebivalcev ob morebitnih naravnih nesrečah (npr. poplavah, požarih, potresu),
- ugotavljati izpostavljenost onesnaževanju okolja (npr. hrupu, različnim emisijam snovi v zraku, posledicam industrijske nesreče),
- načrtovati odzive na naravne in druge nesreče (npr. priprava evakuacijskih načrtov, reševanje in odpravljanje posledic, sanacije).

Uporabniki tovrstnih podatkov so institucije državne uprave, znanstvenoraziskovalne ustanove, zasebna podjetja, mediji, šolajoča se mladina in vsi drugi, ki si z uporabo teh podatkov želijo širiti znanje o okolju, v katerem živijo. 
```
           
```

Geoprostorski statistični podatki so primerni tako za prostorske statistične analize manjših območij do ravni ožjega bivalnega okolja kot tudi za analize na meddržavni ali celo globalni ravni (mikro- in makroanalize). Za pripravo kompleksnejših analiz morajo uporabniki znati ravnati z orodji GIS. Tistim, ki teh veščin nimajo, pa SURS ponuja več produktov in storitev. Ti omogočajo poleg pregledovanja podatkov na tematskih kartah tudi deljenje kartografskih pogledov (slike, povezave url, html), posredovanje podatkov v različnih zapisih (xls, csv, shp) in prostorsko poizvedovanje po geoprostorskih statističnih podatkih. Interaktivna kartografska aplikacija STAGE npr. omogoča označevanje in povezovanje poljubnih prostorskih enot ter pregledovanje statističnih podatkov za na novo opredeljena območja, npr. za ožje mestno jedro ali sosesko. Pri tem je za boljše orientiranje v prostoru smiselno uporabiti satelitsko podlago, saj je tako lažje prepoznati območje poizvedovanja.            

## Povezovanje statistike z geografskimi informacijami
Današnje podatkovne infrastrukture omogočajo točkovno lociranje statističnih podatkov, pri čemer je položaj statistično opazovanega objekta opisan s prostorskimi koordinatami. Podatke, ki so z uporabo koordinat (x, y) neposredno prikazani v prostoru, strokovno imenujemo georeferencirani statistični podatki (primer: število prebivalcev za stavbo na koordinatah x in y). Podatke s pripisano prostorsko šifro (identifikacijsko številko) strokovno imenujemo geokodirani statistični podatki; te je mogoče prek prostorske šifre združiti z ustreznimi geoprostorskimi podatki (primer: količina odpadkov za občino s šifro xy).  
SURS združuje statistične podatke na podlagi informacije o lokaciji v različne prostorske enote: 
- v administrativne enote (kohezijske in statistične regije, občine, naselja),
- v hierarhično mrežo (10 km, 5 km, 2,5 km, 1 km, 500 m in 100 m),
- v  funkcionalna območja (gosto poseljena območja, srednje gosto poseljena območja, redko poseljena območja).

Geostatistični prostorski podatki so na voljo za različna vsebinska področja; največ jih je za področje statistike prebivalstva, npr. podatki o številu prebivalcev Slovenije, o njihovih demografskih dogodkih (rojstva, smrti, poroke, ločitve, selitve) in o nekaterih socialnoekonomskih značilnostih, na voljo pa so tudi podatki za druge socialne statistike (npr. podatki o formalnem izobraževanju: število vpisanih osnovnošolcev, dijakov, študentov), podatki o kakovosti življenja (npr. o revščini, kriminaliteti), podatki s področja gospodarstva (npr. regionalni računi, gradbena dejavnost, podjetja, kmetijstvo) in podatki o stanju okolja (npr. količine odpadkov, poraba vode). Razpoložljivost podatkov po prostorskih ravneh je odvisna od načina zajema podatkov (administrativni viri, vprašalniki). Prav tukaj lahko nastane težava; če na primer število zajetih enot ne zadošča za izkazovanje dovolj natančnih ocen po manjših prostorskih enotah, podatkov ni mogoče zagotoviti.    

## Podatki na hierarhični mreži
Hierarhične mreže tvorijo sistem mrež, ki so na posamezni hierarhični ravni sestavljene iz enako velikih kvadratnih celic. Celice mrež nižjih ravni se povezujejo v celice višjih ravni, vsaka celica pa ima znotraj mreže natančno določen položaj. Ker je velikost celic enaka in zato primerljiva, so uporabne tudi za čezmejne oz. mednarodne, celo globalne prostorske analize. Celice hierarhičnih mrež lahko poljubno združujemo v funkcionalna območja, pri čemer se ni treba ozirati na obstoječe administrativne enote. V primerjavi z administrativnimi enotami je njihova prednost tudi ta, da so časovno stabilne in se med leti ne spreminjajo. 
Hierarhične mreže omogočajo prikazovanje geoprostorskih statističnih podatkov velike pozicijske natančnosti. V statistiki se v zadnjih letih uveljavlja izkazovanje podatkov po sistemu hierarhičnih mrež kot odgovor na naraščajoče potrebe uporabnikov po prostorsko čim bolj podrobnih statističnih podatkih. Direktiva INSPIRE zavezuje vse države članice EU, da uvedejo sistem hierarhičnih mrež, s ciljem, da se vzpostavi vseevropska hierarhična mreža v skupnem referenčnem sistemu z enotnim izhodiščem. Zdaj so za Evropo že na voljo podatki o številu prebivalcev na mreži 1 km x 1 km za leti 2006 in 2011, z naslednjim popisom prebivalcev 2021 pa naj bi bilo na voljo še več spremenljivk.        

## Statistična zaupnost
Statistični podatki so zaradi zakonskih obvez in omejitev razkrivanja podatkov o poročevalskih enotah (posamezniki, podjetja) podvrženi statistični zaščiti. Geoprostorski statistični podatki so prikazani po lokaciji; ta informacija pa lahko razkrije identiteto poročevalske enote (npr. na mreži manjših celic), zato občutljive podatke oz. njihove atribute zakrijemo. Pri tem upoštevamo prag zaščite, tj. najmanjše število enot, ki jih za določeno prostorsko enoto lahko objavimo. Pravila za zaščito podatkov, prikazanih po administrativnih enotah, se razlikujejo od pravil za zaščito podatkov, prikazanih na hierarhični mreži: pri administrativnih enotah se upošteva občutljivost podatkov glede na vsebino, pri hierarhični mreži pa je poleg tega pomembna tudi velikost celice. Poleg zakrivanja se lahko podatki za nekatere spremenljivke namesto z absolutnimi številkami prikažejo tudi v razredih (npr. dohodnina).